# Cylichna obscura
Cylichna obscura är en snäckart som beskrevs av William Henry Sykes 1903. Cylichna obscura ingår i släktet Cylichna och familjen Cylichnidae. Inga underarter finns listade i Catalogue of Life.